# M-Bahn

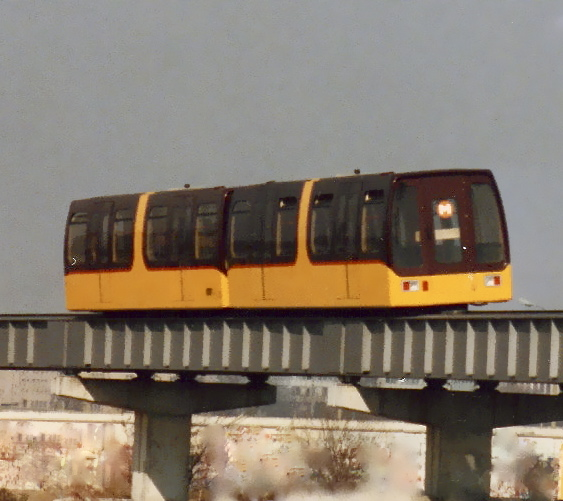
La M-Bahn in servizio

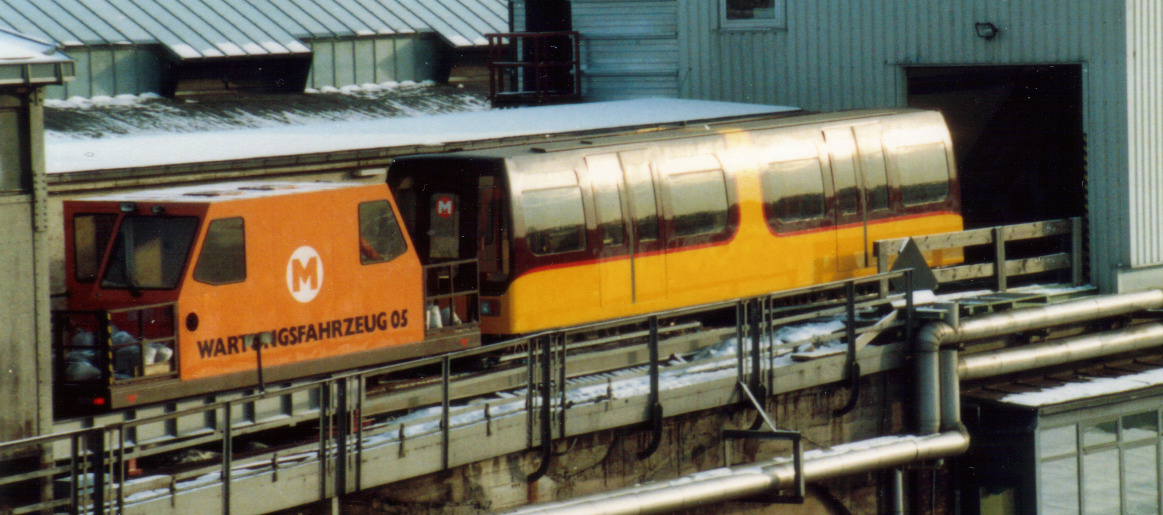
M-bahn

La M-Bahn o Magnetbahn ("ferrovia magnetica") fu un sistema sperimentale di trasporto locale ferroviario costruito negli anni ottanta a Berlino Ovest. Come molti rapidi e treni a levitazione magnetica, utilizzava un motore lineare per la propulsione; comunque, solo l'85% del peso del veicolo era supportato dalla levitazione magnetica: il resto del peso era sopportato dalle ruote.

## Caratteristiche
A Berlino, la M-Bahn fu in servizio come sistema di trasporto automatico (senza guidatore), anche se in effetti era progettato in modo da poter essere condotto da una persona.
La linea era lunga 1,6 km e contava 3 fermate, Gleisdreieck, Bernburger Straße e Kemperplatz.
A Gleisdreieck la M-Bahn utilizzava la banchina superiore (attualmente utilizzata dalla linea U2 della metropolitana), abbandonata in seguito alla costruzione del muro di Berlino.
Da Gleisdreieck a oltre Bernburger Straße la M-Bahn utilizzava la sede (sopraelevata) che era stata della metropolitana. Da quest'ultima stazione (realizzata ex novo) la M-Bahn deviava verso nord-ovest, fino ad attestarsi al capolinea di Kemperplatz, presso la Philharmonie.
Le prove di percorso con i passeggeri a bordo iniziarono nell'agosto 1989, e il servizio regolare iniziò nel luglio 1991. A causa dei cambiamenti della viabilità dopo l'abbattimento del Muro di Berlino, la linea fu smantellata solo due mesi dopo e il servizio fu annullato definitivamente nel febbraio 1992, per far spazio alla ricostruzione della U-Bahn (linea U2).

## Percorso
| Unused straight waterway |

| Unknown route-map component "uKDSTxa" |

| Unknown route-map component "uTBHFu" |

| Unknown route-map component "uhKRZWae" |

| Unknown route-map component "ueABZgr" |

| Urban station on track |

| Urban End station |